# Netwerkeffect

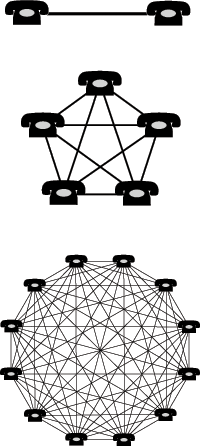
Telefoonnetwerk

Een netwerkeffect is het effect dat ervoor zorgt dat een product of dienst meer waarde heeft voor iemand, naargelang er meer gebruikers zijn die hetzelfde product of de dienst al gebruiken. Dit betekent ook dat wanneer iemand van een product of dienst gebruik gaat maken, de waarde ervan voor huidige gebruikers zal toenemen of de potentie daartoe heeft.
Een voorbeeld van producten met netwerkeffecten zijn instantmessengerprogramma's. Naarmate er meer personen zijn die het product ook gebruiken, zal de waarde van het programma voor een bepaald persoon toenemen. Een ander voorbeeld is de telefoon.
Netwerkeffecten kunnen daarbij zorgen voor een lock-in-effect, waarbij het voor andere soortgelijke producten moeilijk wordt om als starter te concurreren met een gevestigde product of dienst. Omdat netwerkeffecten ervoor zorgen dat gebruikers naar verhouding minder nut ontlenen aan het nieuwe product of een dienst, zal men niet snel geneigd zijn het te gebruiken. Dit betekent niet dat het nooit voorkomt nadat dit effect is opgetreden, omdat er ook andere invloeden van belang zijn.

## Voorbeelden

### Sociale media
Sociale media zijn het bekendste voorbeeld voor het zichtbaar maken van het netwerkeffect. Naargelang er meer gebruikers gebruikmaken van het socialemediaplatform, wordt dit platform steeds interessanter voor nieuwe gebruikers. Een negatieve spiraal kan ook zichtbaar worden in sociale media. Wanneer het netwerkeffect zo groot wordt dat het zelfs gebruikers aantrekt die de tegenpolen zijn van de eerste gebruikers kan dit effect zich tegen hen keren, en de eerste gebruikers zullen het platform weer verlaten.

### Software
Op het gebied van software is er erg vaak sprake van netwerkeffecten. Hierbij valt te denken aan programma's als Microsoft Office. Het moeten leren om met het pakket om te gaan zorgt ervoor dat dit product ook een sterk lock-in effect kent. Omdat veel mensen al goed bekend zijn met dit pakket, ligt het voor de hand voor bedrijven om dit product te gebruiken. Daarnaast is het van belang voor mensen dat zij ook de bestandsformaten kunnen lezen die anderen gebruiken.